# 524 Fidelio
Az 524 Fidelio egy a Naprendszer kisbolygói közül, amit Max Wolf fedezett fel 1904. március 14-én.